# Mordellistena diversestrigosa
Mordellistena diversestrigosa es una especie de coleóptero de la familia Mordellidae.

## Distribución geográfica
Habita en México.